# Rue Frédéric-Schneider
La rue Frédéric-Schneider est une voie du 18e arrondissement de Paris, en France.

## Situation et accès
La rue Frédéric-Schneider est une voie publique située dans le 18e arrondissement de Paris. Elle débute rue Marcel-Sembat et se termine rue René-Binet.

## Origine du nom

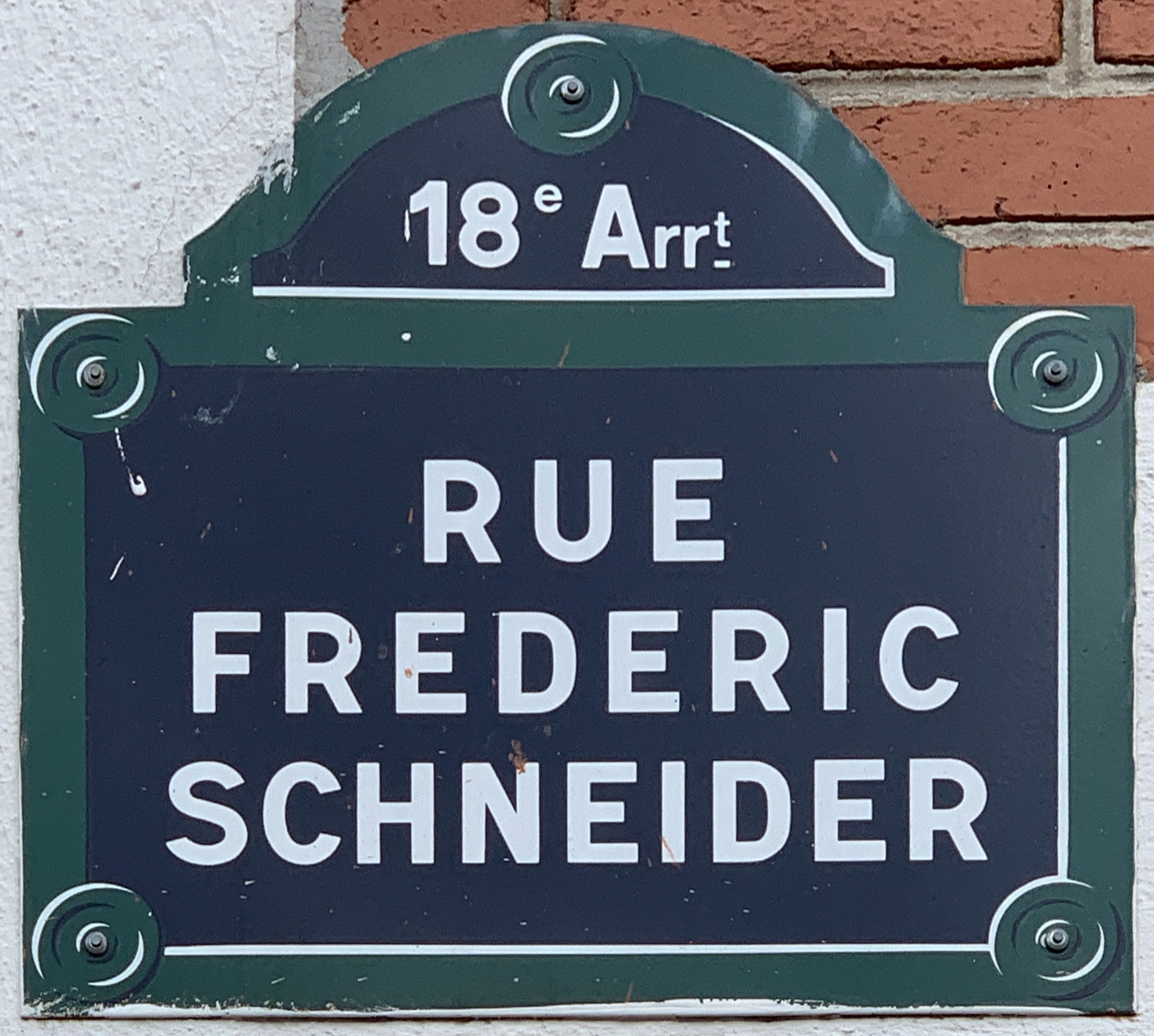
Plaque de la rue.

Elle porte le nom de Frédéric Schneider (1864-1921), un philanthrope français né à Lyon et mort à Lucerne. Impliqué dans plusieurs fondations œuvrant au développement du logement social, il fut notamment secrétaire général de la Fondation ophtalmologique Adolphe-de-Rothschild, puis secrétaire général de l'Office des habitations à bon marché (HBM) de Paris.

## Historique
Cette rue est ouverte en 1926 et prend sa dénomination actuelle en 1927 sur l'emplacement du bastion no 38 de l'enceinte de Thiers.